# Cijengkol (Caringin)
Cijengkol is een bestuurslaag in het regentschap Sukabumi van de provincie West-Java, Indonesië. Cijengkol telt 5895 inwoners (volkstelling 2010).